# Longicoccus clarus
Longicoccus clarus är en insektsart som först beskrevs av Borchsenius 1949.  Longicoccus clarus ingår i släktet Longicoccus och familjen ullsköldlöss. Inga underarter finns listade i Catalogue of Life.